# Adoxa omeiensis
Adoxa omeiensis är en desmeknoppsväxtart som beskrevs av Hiroshi Hara. Adoxa omeiensis ingår i släktet desmeknoppar, och familjen desmeknoppsväxter. Inga underarter finns listade i Catalogue of Life.